# Еше Дорджі
Еше Дорджі (нар. 2 січня 1989, Тхімпху, Бутан) — бутанський футболіст, нападник клубу «Транспорт Юнайтед» та національної збірної Бутану. Блогер, перспективний актор.

## Клубна кар'єра
Футбольну кар'єру розпочав 2008 року в «Єедзіні». У 2014 році перейшов до «Тхімпху Сіті». З 2018 року захищає кольори «Транспорт Юнайтед».

## Кар'єра в збірній
У футболці національної збірної Бутану дебютував у 2008 році. Також викликався до футзальної збірної Бутану. По завершенні чемпіонату Південної Азії 2013 року завершив міжнародну кар'єру, проте повернувся до збірної на поєдинки кваліфікації чемпіонату світу 2015 року. 

### Голи за збірну
| 1.                      | 8 червня 2008 | Сугатхадаса, Коломбо, Шрі-Ланка | Афганістан | 1–3 | Перемога | Чемпіонат Південної Азії 2008 |
| Станом на 21 липня 2013 |               |                                 |            |     |          |                               |

## Досягнення
- Національна ліга Бутану
  -  Чемпіон (3): 2013, 2016, 2018
  -  Срібний призер (2): 2013, 2017

- Суперліга Бутану
  -  Чемпіон (3): 2010, 2013, 2016, 2017, 2018
  -  Срібний призер (1): 2014